# 不可知论
不可知論（英語：Agnosticism），或稱不可知主義，是一種哲學觀點，認為形而上學的一些問題，例如是否有來世，鬼神、天主是否存在，包括時間有始無始等，是不為人知或者根本無以知悉的。不可知论者不若无神论者否认神的存在，僅認為人無法知道或確認其是否存在，因此不可知论包含着宗教的怀疑主义；不可知論者認為人類不可能得到超驗真理，他們通常被算作非宗教、世俗之人。
不可知論者在現代工業化過程中人數顯著增加，在一些人口統計中，不可知論者常被認為是無神論者或無宗教，然而事實上一些有宗教信仰的人亦為不可知論者：一些人對於他的信仰未堅定，但是受到社會風氣或成長環境影響，將其宗教作為常識或是信念與傳統文化等。

## 名字的來源

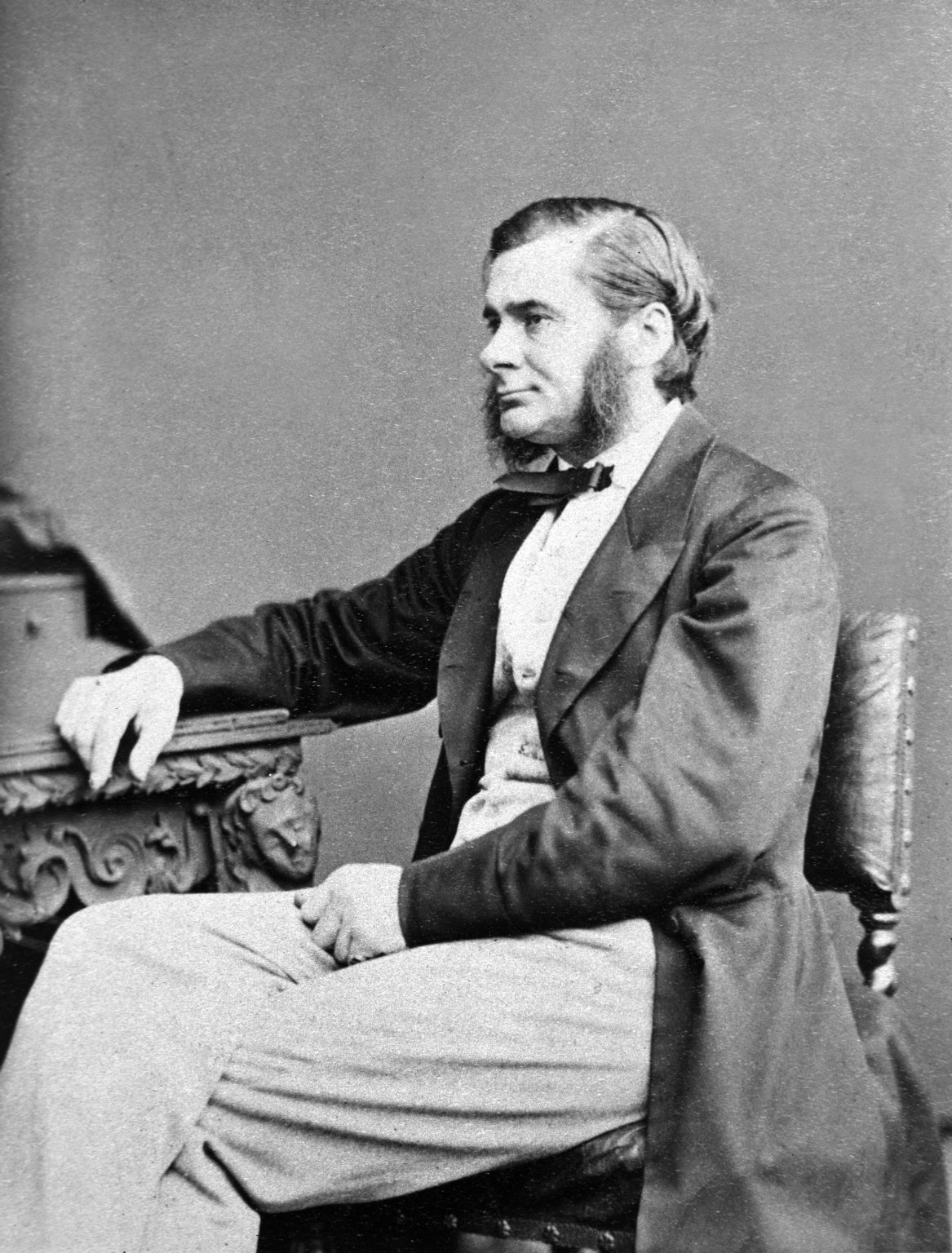
托马斯·亨利·赫胥黎

英语中agnostic这个词来源于希腊语a（没有）和gnosis（认识），是最早在1869年由英国的托马斯·亨利·赫胥黎创造的，用于描述他的哲学。

## 分類
由於信仰和知識的定義常受混淆，不可知論者常被誤認為是無神論者，然而不可知論者僅主張人不知道或無法知道神是否存在。
現代的不可知論者的理念，分成若干子類：
1. 强不可知論（Strong agnosticism）：神是否存在的問題，天生就是不可以被了解的，而人類缺乏證據導出這方面結論。
2. 弱不可知論（Weak agnosticism）：神是否存在的問題暫無答案，但并非完全無解。在没有更多的證據之前，人們應該不要輕易做出判斷。
3. 消極不可知論（Apathetic agnosticism）：没有證據可以證明神是否存在。但神即使存在也對整個宇宙毫不相干，所以神是否存在只是個學術問題。
4. 漠視主義（Ignosticism）：神的概念没有意義，因為它不能産生可以用科學方法檢驗的結果，因此對它的討論毫無意義。
5. 現代不可知論：哲學和形而上學的問題不得被證偽，但理性思維可以為其中的有意義假設建模，此派不側重討論神的存在。
6. 不可知有神論（Agnostic theism）：不聲稱知道神的存在，而只是相信其存在。
7. 不可知心靈主義（Agnostic spiritualism）：認為神是否存在都有可能，并不信仰某一具體宗教，但過着一種不是唯物的心靈主義的生活。
8. 不可知無神論（Agnostic atheism）：認為神的存在與否是不可知的，所以不相信宗教。

在基督教神學中，觀察人認識神的四個向度，對不可知論稱為「未知區」分類：
|        | 我知道 | 我不知 |
| ------ | ------ | ------ |
| 你知道 | 已知區 | 學習區 |
| 你不知 | 解說區 | 未知區 |

## 哲学观点
著名的不可知论哲学家们有：托马斯·亨利·赫胥黎、查尔斯·达尔文和伯特蘭·羅素。有人从大卫·休谟的著作，特别是《自然宗教对话录》认为他是不可知论者，但此说法尚有争议。

### 中國
中國的某些傳統或亦為不可知論。例如孔子說：「子不語怪力亂神」，但並沒有說「子不信鬼神」，孔子也祭祀，說「祭神如神在」。又說：「鬼神之為德，其盛矣乎！」認為鬼神的職能功效極大，卻也說「敬鬼神而遠之」。子路問如何事奉鬼神，孔子卻冷答道：「你連人類都事奉不好，如何事奉鬼神呢？」，最後告訴子路“未知生，焉知死”；管好生命中的事情就夠了，不必再想死後的事。孔子的言語，很典型地說明了東方的不可知論，同時也表現了儒家身為統治者的務实面向。
柳宗元在〈答韋中立論師道書〉中提到：「始吾幼且少，為文章，以辭為工。及長，乃知文者以明道，是固不苟為炳炳烺烺，務釆色，夸聲音而以為能也。凡吾所陳，皆自謂近道，而不知道之果近乎？遠乎？吾子好道而可吾文，或者其於道不遠矣。」他自己所寫的東西，自認為接近真理，是否真的接近真理，他自己也不知道。也體現出中國的不可知論，但亦有認為這只是自謙詞。

### 原始佛教
一些觀點認為，佛教中的「無我」，其實一開始指的是「五蘊等等不是我」而不是「我不存在」；同時「生命與自我是同一的嗎」以及「如來在死後是否存在」等和「我是否存在」相關的問題，被列為「無法斷言、無法區分其特性」的無記問題之一。

### 古希腊
不可知论在古希腊哲学中，以怀疑论的形式出现，并占有一席之地。它的支持者普罗泰格拉於《论神》開篇即言：“至于神，我没有把握说他们存在或者他们不存在，也不敢说他们是什么样子；因为有许多事物妨碍了我们确切的知识，例如问题的晦涩与人生的短促。”，不可知論還有皮洛（极端怀疑主义哲学家）和卡爾內阿德斯等人支持。

### 托马斯·亨利·赫胥黎
虽然不可知论的基本观点和怀疑主义一样古老，但是赫胥黎特别创造了“不可知”和“不可知论”这两个词，用来概括他对同时代形而上学主义，特别是无条件（哈密尔顿）和不可知晓（赫伯特·斯宾塞）这两个新发展的看法。因此弄清赫胥黎本人的看法很重要。他在1869年才开始使用“不可知”这一词，但他本人的意见成型要早于此。在给查尔斯金斯利的一封信（1860年9月23日），他广泛地讨论了自己的观点：
|  | 我不肯定也不否认人的永生性。我一方面没有理由相信它，另一方面没有反驳它的证据。我也没有先验的原因来反对这个教条。人到了每日每时都要用来对付自然环境的时候，就没心思关心什么“先验”的困难了。只要和其他我相信的事物一样给我足够的证据，我就相信它。有什么不信的理由呢？要论奇妙玄奥的话，这个永生论还没有力的守恒论或者物质不灭论的一半…… |

|  | 不用跟我打比喻或者讲什么概率。当我说我相信反平方定理的时候，我知道我指的是什么。我不会把我的生命和希望寄托在更脆弱的信条上…… |

|  | 在我知道可能为真的事物中，我的个性是我最有把握的。但我一试着思考这到底是什么，就陷入语言的微妙之处中。我经常是在自我和非我、本体和现象等的废话上折腾了那么久，还没觉察到：试图思考这些问题的过程已经出乎了人类智力所能及的深度…… |

### 查尔斯·达尔文
1879年，当达尔文撰写他的自传的时候，收到一封来信，询问他，是否有神论和演化论相容，他是否相信神。他回复说“可能会是个热心的有神论者和演化论者”，例如以金斯利（Charles Kingsley）和亞薩格雷（Asa Gray）引证为例，对达尔文自己来说，他「永远不是一个否认神存在的意义上的无神论者」。他还附加说“我觉得一般来说（随着我的年龄增长）但不总是，‘不可知论者’对我的想法是一个更加正确地描述”。

### 伯特兰·罗素
伯特蘭·羅素的小冊子《我為什麼不是基督徒》是對不可知論信條的經典闡述。這本同名小書是基於他1927年發表的演說。文章首先簡單闡述羅素反對有神論論據，然後詳細論述其對基督教教義之道德反對。最後他更呼籲他的讀者要用「無懼的態度和開放的智慧」「獨立自主、公平正直地看世界」。在罗素后来的小册子《我是一个无神论者或者不可知论吗？》（副标题：对面对新教条所持容忍态度的辩论）中，他确认，他在哲学意义上是一个不可知论者，不知道神是否真的存在。然而在同一部作品中，他也接纳，无神论者这一称呼能更加好的表达非哲学追随者的宗教姿态。

## 與其他哲學思想的關係

### 懷疑論
雖然不可知論與懷疑論類似，但不可知論不同於懷疑論，不可知論同實證主義方法相一致，而懷疑論則與實證主義方法相反。實證主義強調自然科學和社會科學的成就和可能性。懷疑論者甚至會和無神論（Atheism）、有神論（Theism）、創造論（Creationism）、智慧設計論（Intelligent Design）一樣反對不可知論。
不可知論另外一個與懷疑論不同的地方是，懷疑論的質疑對象是知識（真理的途徑），不可知論的質疑對象則是真理（通常指神）。

### 無神論
無神論果斷的否認了神的存在，因而也反對不可知論對神的存在抱著的可能性。不可知論則主張人類沒辦法能得知神是否存在，認為無神論武斷和魯莽。即使不可知论与无神论在一定程度上接近，但是不可知论并不是“弱化的无神论”。

### 逻辑实证主义
邏輯實證主義者，如卡納普（Rudolph Carnap）和艾耶尔（A. J. Ayer），對不可知論的想法是「談論本身就是一種錯誤的」他們提出論據维根斯坦的名著《逻辑哲学论》中的“对于不可说的东西我们必须保持沉默”，視任何有關神的言論（確定或否定）都為純粹的謬論。邏輯實證哲學家和類似的思想學派的擁護者認為，有關宗教或其他超然存在經驗的陳述沒有事實價值，也被視為毫無意義。包括一切有關神的言論，甚至是那些否定對神的認識的可能性的不可知論也一樣。在《語言、真理與邏輯》中，艾耶尔明確地反駁不可知論——基於不可知論一面聲稱對上帝的知識本無從知悉，一面卻聲稱神有意義，因為加以討論。